# Girlicious (álbum)
Girlicious é o álbum de estreia auto-intitulado do girl group americano Girlicious. Foi lançado em 12 de agosto de 2008 pela Geffen Records. O álbum funde hip hop e R&B com música pop. A produção começou inicialmente em 2007, após as filmagens de Pussycat Dolls Present: Girlicious. O álbum estreou no número dois na Canadian Hot 100 e desde então já vendeu 80.000 unidades e foi certificado como Platina. Foi relançado em edição deluxe em 16 de dezembro de 2008, e inclui duas novas músicas e três remixes dos singles do álbum.

## Lançamento e recepção
Lançado como um CD e download de música no Canadá em 12 de agosto de 2008, o álbum gerou críticas positivas dos críticos após seu lançamento. O álbum liderou as paradas estreando no número 2 no Canadian Album Charts e desde então foi certificado como Platina..
Até o momento, foram extraídos três singles do álbum. O primeiro single, "Like Me", conseguiu estrear no número 4 do Canadá e número dois no Bubbling Under Hot 100 Singles nos Estados Unidos e foi listado por 19 semanas. O segundo single, "Stupid Shit", estreou no número 20 no Canadá , onde foi listado por 10 semanas. O terceiro e último single, "Baby Doll", conseguiu atingir o pico aos 55 anos e só foi listado por um total de três semanas, tornando-se o single de menor sucesso.
O álbum em si recebeu críticas positivas dos críticos. Matthew Chisling, da Allmusic, fez uma resenha positiva, afirmando: "Em seu lançamento de estréia, as quatro garotas envolvidas, Natalie Mejia , Nichole Córdova , Chrystina Sayers e Tiffanie Anderson, entregam um conjunto bem equilibrado de personalidades urbanas números de pop e dance que satisfazem o ouvinte."

## Promoção
A principal promoção para o grupo foi o seu próprio show, Pussycat Dolls Present: Girlicious. Girlicious fez sua estréia no  MuchMusic Video Awards em 15 de junho de 2008 com seu hit "Like Me". Em 6 de agosto de 2008, Girlicious performou 6 músicas do álbum em seu primeiro Live @ Much: "Stupid Shit", "Baby Doll", "Still In Love", "Here I Am", "Liar, Liar" e "Like Me".

## Turnê
Girlicious participou de uma turnê norte-americana como o ato de abertura do Unbreakable Tour com os Backstreet Boys, que começou em 30 de julho de 2008 e terminou em 6 de setembro de 2008.
Girlicious voltou ao Canadá para uma turnê pela segunda vez em 2008 com o Girlicious Tour, que contou com o convidado especial Danny Fernandes. A primeira data definida foi marcada para o início de outubro e terminada em novembro.
Durante a primeira semana de fevereiro de 2009, Girlicious fez 3 aparições em boates em todo o Canadá. Eles se apresentaram na Playboy Mansion Gameday Party e voltaram para sua turnê (segunda etapa) com Danny Fernandes no início de março. A segunda etapa do The Girlicious Tour terminou no final de março.

## Lista de faixas
| Girlicious |                                                     |                                                                                           |         |  |
| N.º        | Título                                              | Compositor(es)                                                                            | Duração |  |
| 1.         | "Do About It"                                       | T. Thomas, M. Ambrosius, S. Sims, D. Richards, B. Kelly, P. Sawyer, R. Taylor & F. Wilson | 3:41    |  |
| 2.         | "Baby Doll"                                         | Andrew Harr, Jermaine Jackson, Makeba Riddick, James Fauntleroy                           | 3:20    |  |
| 3.         | "Liar Liar" (com participação de Flo Rida)          | Andrew Harr, Jermaine Jackson and Kevin Cossom                                            | 3:38    |  |
| 4.         | "Save The World"                                    | A. Harris, V. Davis, B. Kelly & R. Love                                                   | 3:47    |  |
| 5.         | "Here I Am"                                         | C. Mays Jr., C. Dwight & P. Hamilton                                                      | 4:13    |  |
| 6.         | "Already Gone"                                      | A. Harr, J. Jackson, S. Ridel, B. Kelly & Mischke                                         | 3:44    |  |
| 7.         | "I.O.U.1." (com participação de Kardinal Offishall) | M. Thumbi                                                                                 | 4:15    |  |
| 8.         | "My Boo"                                            | P. Alexander, E. Dean & C. Williams                                                       | 4:12    |  |
| 9.         | "Radio"                                             | A. Harris, V. Davis, R. Love, B. Kelly & F. Walker                                        | 3:30    |  |
| 10.        | "Still In Love" (com participação de Sean Kingston) | J. Rotem, J. Poyser, K. Livingston, Sean Kingston & N. Flores                             | 3:42    |  |
| 11.        | "It's Mine"                                         | P. Alexander, E. Dean & C. Williams                                                       | 3:30    |  |
| 12.        | "The Way We Were"                                   | Alan Bergman, Marilyn Bergman (letras); Marvin Hamlisch (música)                          | 3:20    |  |
| 13.        | "Stupid Shit"                                       | Beau Dozier, Stefanie Ridel                                                               | 3:07    |  |
| 14.        | "Like Me"                                           | Jazze Pha                                                                                 | 2:54    |  |

| Faixa bônus do iTunes canadense |          |                                                        |         |  |
| N.º                             | Título   | Compositor(es)                                         | Duração |  |
| 15.                             | "Mirror" | M. Ambrosius, S. Simms, B. Kelly & Bernard Edwards Jr. | 3:50    |  |

| Edição Deluxe Canadense |                                                       |                                                               |         |  |
| N.º                     | Título                                                | Compositor(es)                                                | Duração |  |
| 16.                     | "Caught"                                              | L. Biancaniello, R. Daniels, S. Watters, W Wilkins & T. Davis | 3:40    |  |
| 17.                     | "Don't Turn Back" (com participação de Colby O'Donis) | C. O'Donis, R. Lee, C. Sparks & A. Thiam                      | 4:00    |  |
| 18.                     | "Baby Doll (Dave Audé Club Mix)"                      | A. Harris, J. Jackson & M. Riddick                            | 6:48    |  |
| 19.                     | "Like Me (Dave Audé Club Mix)"                        | P. Alexander, E. Dean & C. Williams                           | 7:50    |  |
| 20.                     | "Stupid Shit (Dave Audé Club Mix)"                    | B. Dozier & S. Ridel                                          | 7:07    |  |